# Baruha
Baruha (arab. باروحة) – miejscowość  w Syrii, w muhafazie Hims. W 2004 roku liczyła 917 mieszkańców.